# Rudnjak
Rudnjak (cyr. Рудњак) – wieś w Serbii, w okręgu raskim, w mieście Kraljevo. W 2011 roku liczyła 183 mieszkańców.